# Mort de Tamerlà
La mort de Tamerlà es va produir a Otrar el 18 de febrer de 1405 (calendari julià, aleshores vigent) o 27 de febrer de 1405 (calendari gregorià).

## Malaltia i mort
Unes febres intenses van atacar a Tamerlà el 9/20 de febrer de 1405. El seu metge personal Mawlana Fadl Allah al-Tabrizí el va intentar tractar sense èxit. Timur va dictar algunes normes i va proclamar al seu net Pir Muhammad ibn Jahangir com el seu hereu i va morir el dimecres 18/27 de febrer de 1405 poc després de les 8 del vespre, amb 69 anys. La data equival al 18 de febrer del 1405 al calendari julià i és la data utilitzada per ser l'emprada a l'època. Petis de la Croix en nota marginal data la mort de Timur l'1 d'abril de 1415, és a dir una data molt allunyada; Yazdi li atribueix 71 anys, contradictori amb el seu naixement el 1336, si bé és possible que la seva data de naixement fos realment anterior de dos o mes anys. Tot i que volia ser enterrat a la Ciutat Verda (Kix o Sahr-i Sabz), el successor efectiu el va enterrat a Samarcanda, al Mausoleu de Gur Amir. Timur va tenir 18 esposes segons el compte fet per Khwandamir i mes de 21 concubines

## Moments que van seguir la mort (1405)
La mort de Timur fou amagada inicialment per si es continuava la campanya de la Xina. Les dames de la cort van rebre prohibició de mostrar cap senyal de dol en públic ni canviar d'hàbits; es va comunicar als prínceps i amirs acampats a la rodalia de Taixkent i als acampats a Yasi i Sabran. Al príncep Khalil Sultan se’l va informar per anar a la cort amb poca gent i es van enviar correus a Gazni on estava l'hereu Pir Muhammad, al que se li indicava que havia d'anar ràpid a Samarcanda. També es va informar als demes prínceps i als governadors provincials

## Trasllat del taüt de Timur (1405)
El 28 de febrer de 1405 el taüt de Timur va travessar el riu Yaxartes en direcció a Samarcanda. L'endemà es va fer una reunió de tots els amirs i notables i es va decidir que l'exèrcit restaria sota el comandament del príncep Ibrahim Sultan, que Timur havia escollit per acompanyar-lo al seu costat en l'expedició, i aniria a reunir-se amb les forces estacionades a Taixkent manades pel príncep Khalil Sultan ja que aquest príncep, que aleshores tenia 21 anys, era el més gran dels prínceps de l'expedició i al qual Ibrahim Sultan entregaria el comandament de les forces militars; un consell de grans emirs administraria les estat en les decisions corrents i anirien a la Xina per realitzar la campanya prevista. Després d'això la comitiva amb el taüt va seguir cap a Samarcanda dirigida per Khoja Yusef i Ali Kutxin; van arribar a Samarcanda ja de nit del dia 4 de març de 1405.
Al matí a les 10 Ibrahim Sultan i els emirs van decidir sortir cap a la Xina. Van creuar el Sihun i van acampar a uns 5 km a la vora del riu Arje, a l'est d'Otrar, prop del pont de Kaldurma. Ibrahim Sultan va establir una tenda imperial que va ocupar i va hissar l'estendard imperial, com una mena de substitut de l'emperador; es van enviar missatgers a Khalil Sultan al campament de Taixkent i a Sultan Husayn, cap de l'ala esquerra de l'exèrcit, que era a Sabran, demanant la seva incorporació a l'exèrcit; tot l'exèrcit s'havia de trobar a Juklek, uns km a l'est d'Otrar.